# Making Trouble
Making Trouble é o álbum de estreia do grupo de hip hop Geto Boys, na época conhecido como Ghetto Boys. O grupo era originalmente formado por Bushwick, DJ Ready Red, Sire Jukebox e Prince Johnny C. Depois do lançamento de Making Trouble, Rap-A-Lot Records tirou Sire Jukebox e Prince Johnny C do grupo, e colocou no lugar Scarface e Willie D. Making Trouble recebeu pouca atenção, e é geralmente esquecido no meio dos outros álbuns mais bem sucedidos e controversos do grupo.

## Estilo e influência
O grupo usou um estilo de rap similar ao do Run DMC ao contrário ao estilo mais hard core mostrado nos álbuns posteriores. Violent J, do Insane Clown Posse, que foi influenciado pelo Geto Boys, cita a canção "Assassins" como a primeira canção de horrorcore gravada. O Insane Clown Posse fez uma versão cover desta canção no seu álbum de 1999 The Amazing Jeckel Brothers.

## Lista de faixas
| #  | Título                    | Duração |
| -- | ------------------------- | ------- |
| 1  | "Making Trouble"          | 5:19    |
| 2  | "Snitches"                | 2:43    |
| 3  | "Balls and My Word"       | 3:50    |
| 4  | "Assassins"               | 5:45    |
| 5  | "Why Do We Live This Way" | 6:53    |
| 6  | "I Run This"              | 4:20    |
| 7  | "No Curfew"               | 3:36    |
| 8  | "One Time Freestyle"      | 3:26    |
| 9  | "Geto Boys Will Rock You" | 3:45    |
| 10 | "You Ain't Nothin'"       | 2:46    |
| 11 | "The Problem"             | 2:58    |